# Битва при Бельчите (1809)
В битве при Бельчите 18 июня 1809 года франко-польский корпус во главе с Луи Габриэлем Сюше сражался с небольшой испанской армией под командованием Хоакина Блейка. Сюше выиграл битву после того, как удачный пушечный выстрел взорвал большую часть испанских боеприпасов. После этого солдаты Блейка в панике бежали с поля битвы. Сражение произошло во времена Пиренейских войн, являющихся частью наполеоновских войн. Бельчите находится в 40 км к юго-востоку от Сарагосы.

## Предыстория
После того, как дивизионный генерал Сюше принял командование 3-м корпусом, он немедленно двинулся, чтобы вытеснить армию генерал-капитана Блейка из Арагона. Произошедшая в результате 23 мая битва при Альканьисе окончилась победой испанцев, отразивших франко-польскую атаку. После этой победы в армию Блейка записалось 25 тыс. добровольцев, многих из которых он даже не мог обеспечить оружием.
Блейк продвинулся вниз по реке Уэрва с двумя дивизиями на левом берегу и одной дивизией под командованием генерала Хуана Карлоса де Арейсаги на правом берегу. Ставший куда более осмотрительным Сюше сначала сразился с испанцами битве при Марии 15 июня, занимая оборонительную позицию. После этого он направил дивизионного генерала Анна Жильбера де Лаваля с бригадой в 2 тыс. человек для наблюдения за Арейсагом, а с оставшейся частью своего небольшого корпуса подошёл к Блейку. Отразив атаки Блейка в течение нескольких часов, Сюше перешёл в атаку, когда к нему прибыли французские подкрепления. Он разбил испанский правый фланг и заставил Блейка отдать приказ о выводе войск. На следующий день Сюше выступил против объединённых сил Блейка и Арейсаги. Блейк отказался сражаться и вместо этого отступил. Обескураженные поражением, 3 тыс. новых рекрутов Блейка дезертировали.

## Битва
После объединения с дивизией Арейсаги Блейк смог собрать только 11 тыс. пехотинцев, 870 кавалеристов и девять орудий. Он сгруппировал эти войска на холмах перед городом Бельчите. После того, как Сюше приказал Лавалю присоединиться к нему, у него было 12 тыс. пехотинцев, 1 тыс. кавалеристов и 12 артиллерийских орудий. Французский генерал не стал обращать внимание на испанский центр, и вместо этого направил свои две дивизии для атаки на фланги противника. Дивизионный генерал Луи Франсуа Феликс Мюнье атаковал левый фланг испанцев и начал оттеснять их обратно в город. Бригадный генерал Пьер Жозеф Абер направил своих солдат на правый фланг испанцев. Как только он начал атаку, французский снаряд попал в ящик с боеприпасами в правом тылу испанцев. Огонь распространился на несколько повозок с боеприпасами, и вскоре произошел колоссальный взрыв, когда взорвались запасы пороха Блейка. При этом испанские солдаты запаниковали; некоторые бросили мушкеты, чтобы быстрее бежать. В этот момент французы начали атаку по всему фронту.

## Итог
Французы убили, ранили и взяли в плен 2 тыс. испанцев. Они также захватили все девять пушек Блейка, одно знамя и некоторое количество еды и снаряжения. Сюше сообщил о потерях в 200 человек убитыми и ранеными. Оставив дивизию Мюнье, чтобы наблюдать за остатками войска Блейка, Сюше отправился обратно в Сарагосу.